# Galeria Ego
Galeria Ego – galeria sztuki założona przez Joannę Madelską w 1998 w Poznaniu, prezentująca takie dziedziny sztuk plastycznych, jak malarstwo, grafika, rysunek, rzeźba oraz nowe media.

W 2002 r. Galeria zainicjowała jubileusz Stanisława Fijałkowskiego, a w następnym roku współtworzyła jego wielką retrospektywną  wystawę w poznańskim Muzeum Narodowym.

W 2003 roku była pomysłodawcą i organizatorem wydarzenia Tarasewicz dla Poznania, w ramach którego artysta zrealizował malarski projekt przestrzenny na kolumnadzie Teatru Wielkiego.
W swojej historii Galeria dwukrotnie zmieniała swoją siedzibę. Pierwotnie działała przy ulicy Dominikańskiej a w latach 2005-2013 przy ulicy Wrocławskiej. Obecnie funkcjonuje przy ulicy Wyspiańskiego na Łazarzu.